# Responsabilidade fiscal

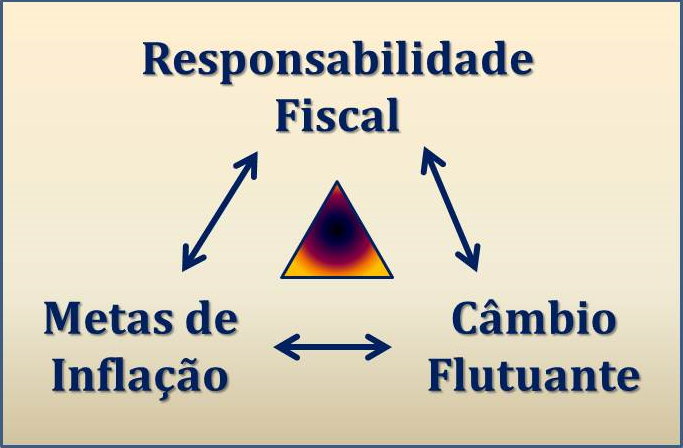
Tripé Macroeconômico

Entende-se por responsabilidade fiscal a execução por parte da administração governamental de políticas fiscais que busquem cumprir a meta de manter o equilíbrio nas contas públicas, reduzir o déficit primário ou aumentar o superávit primário, em conformidade com o que estabelece, no Brasil, a Lei Complementar 101 de 4 de Maio de 2000, a Lei de Responsabilidade Fiscal, definindo seus gastos não de acordo com objetivos meramente políticos, mas sim de acordo com as disponibilidades orçamentárias provenientes da arrecadação de impostos e outras fontes de receita do governo.

## Histórico
A partir da promulgação da Constituição Brasileira de 1988, diversos dispositivos legais foram introduzidos com a finalidade de coibir a dotação orçamentária que não contivesse respaldo em uma estimativa de receita e que pudesse de alguma forma desequilibrar as contas governamentais, obrigando ao governo a adotar medidas inflacionárias e desestabilizadoras como:
- Emissão de moeda;
- Emissão de títulos da dívida pública;
- Empréstimos a organismos internacionais (FMI, BID, ETC);
- Contingenciamento de outros gastos essenciais ao bom funcionamento, qualidade de vida da população e desenvolvimento do país, tais como:
  - Investimentos na saúde;
  - Investimento em educação (aí incluindo pesquisas e desenvolvimento de tecnologia nacional);
  - Investimento em segurança pública;
  - Investimento em obras de infraestrutura (portos, estradas, geração de energia, etc.).

O principal foco da Lei Complementar 101 era o inchaço da máquina pública e os crescentes gastos com a folha de pagamento de pessoal cabendo uma subseção e três artigos apenas para tratar deste ponto.

## Lei de Responsabilidade Fiscal
Em 4 de maio de 2000 foi sancionada pelo presidente Fernando Henrique Cardoso a Lei Complementar nº 101, ou Lei de Responsabilidade Fiscal (LRF), visando impor o controle dos gastos da União, estados, Distrito Federal e municípios, condicionando-os à capacidade de arrecadação de tributos desses entes políticos. Tal medida foi justificada pelo costume, na política brasileira, de gestores promoverem obras de grande porte no final de seus mandatos, deixando a conta para seus sucessores. Também era comum a prática de tomada de empréstimos em instituição financeira estatal pelo seu ente controlador. 
A LRF também promoveu a transparência dos gastos públicos, obrigando que as finanças públicas sejam apresentadas detalhadamente ao Tribunal de Contas (da União, do Estado ou dos Municípios), introduzindo inovações em termos de contabilidade pública e execução orçamentária, limitando tanto as despesas do exercício (contingenciamento, limitação de empenhos), como para o endividamento e determinando o estabelecimento de metas fiscais trienais. Isso requer que o governante  planeje e controle receitas e despesas, adotando medidas necessárias a prevenir ou corrigir problemas que possam comprometer o alcance das metas.

## Emenda Constitucional do Teto dos Gastos Públicos
A Emenda Constitucional n.º 95, também conhecida como a Emenda Constitucional do Teto dos Gastos Públicos, alterou a Constituição brasileira de 1988 para instituir o Novo Regime Fiscal. Trata-se duma limitação ao crescimento das despesas do governo brasileiro durante 20 anos, alcançando os três poderes, além do Ministério Público da União e da Defensoria Pública da União. A Proposta de Emenda Constitucional (que deu origem à Emenda) foi aprovada no contexto da crise econômica de 2014.
As despesas e investimentos públicos ficaram limitadas aos mesmos valores gastos no ano anterior, corrigidos pela inflação medida pelo Índice Nacional de Preços ao Consumidor Amplo (IPCA). Tratou-se de uma proposta de alteração no Ato das Disposições Constitucionais Transitórias (ADCT), com validade inicialmente prevista para os próximos 20 anos, sendo que a partir do décimo ano, o Presidente da República que estiver exercendo o poder poderá alterar essa correção das despesas públicas, por meio de Projeto de Lei Complementar. No ano de 2017, não houve alterações para as áreas da Saúde e Educação. Ambas as áreas tinham um limite mínimo obrigatório de gastos correspondentes a um percentual da Receita Corrente Líquida da União determinada pela Constituição Federal. A partir de 2018, os pisos passaram a serem reajustados pelo valor do ano anterior corrigido pelo IPCA. Críticos da medida alegaram que os pisos constitucionais iriam cair ao longo do tempo caso a arrecadação passasse a crescer mais que a inflação nos próximos anos.